# Jules Dufaure
Jules Dufaure, de nombre completo Jules Armand Stanislas Dufaure, (Saujon (Charente-Maritime), 4 de diciembre de 1798 - Rueil-Malmaison, París, 28 de junio de 1881) fue un político francés.

## Monarquía de Julio
Abogado de renombre, fue diputado por el departamento de Charente Inferior de 1836 hasta la Revolución de 1848. Era miembro del partido centrista Tiers parti, pero tenía afinidades con el partido de izquierda de Adolphe Thiers, del que era amigo. Fue presidente de la Asamblea Nacional antes de ser Ministro de Obras Públicas en el gobierno del mariscal Soult. A partir de agosto de 1846, se acerca a Alexis de Tocqueville, con el que funda el partido de la Joven Izquierda (Jeune Gauche).

## Segunda República y Segundo Imperio
Después de la Revolución de 1848, fue miembro de la Asamblea Constituyente, y uno de los redactores de la Constitución de la Segunda República. Fue Ministro del Interior de Francia del 13 de octubre al 20 de diciembre de 1848 durante el Gobierno de Louis-Eugène Cavaignac, puesto que mantiene bajo la presidencia de Louis-Napoléon Bonaparte del 2 de junio al 31 de octubre de 1849. Consiguió entonces el puesto de Ministro de Asuntos Exteriores para su amigo Tocqueville.
Se retiró de la vida política después del golpe de Estado del 2 de diciembre de 1851, pero prosiguió con su carrera de abogado defendiendo a miembros de la oposición liberal y republicana enjuiciados por Napoleón III. Fue director de campaña de Thiers en las elecciones de 1869 y se opuso al plebiscito de Louis-Napoléon Bonaparte en 1870.
El 23 de abril de 1863 fue elegido miembro de la Academia francesa.

## Tercera República
Elegido diputado en 1871, Dufaure se sienta en los bancos del ala moderada de la Asamblea. Es nombrado Ministro de Justicia y Vicepresidente del Consejo de febrero de 1871 a mayo de 1873, cuando el presidente Mac-Mahon le destituye por su apoyo incondicional a la causa republicana y le sustituye por un monárquico, Albert de Broglie. En 1875, será Ministro de Justicia en el gobierno de Louis Buffet.
Su sentencia en el caso Blanco (Arrêt Blanco del 8 de febrero de 1873), es considerada el hito más importante en la evolución de los servicios públicos desde el punto de vista jurídico. Constituye un fallo importante en la consolidación de la autonomía del Derecho Administrativo y donde quedó sentado que toda causa relativa a los servicios públicos debía ser resuelta por la jurisdicción administrativa (Consejo de Estado de Francia) y no por un tribunal civil.
Ante el auge de los republicanos y de la izquierda en la Asamblea, Dufaure es llamado de nuevo por Mac-Mahon para ser Presidente del Consejo de febrero a diciembre de 1876, ocupando también el puesto de Ministro de Justicia. Le sucederá Jules Simon, en un intento de reconciliar la derecha y la izquierda, antes de que Mac-Mahon impusiera un gobierno de corte conservador pro monárquico en el llamado "golpe del 16 de mayo" de 1877. El triunfo de la coalición republicana en las elecciones generales de octubre de 1877 obligará a Mac-Mahon a aceptar la formación de un nuevo gobierno de izquierda presidido por Jules Dufaure. 
Los 14 meses que duró su gobierno fueron tiempos de estabilidad política y relativa calma social. El año 1878 fue marcado por la Exposición Universal que tuvo lugar en París, y el Congreso de Berlín. Cuando Mac-Mahon dimitió el 30 de enero de 1879, Jules Dufaure asumió el traspaso de poderes al nuevo Presidente de la República, Jules Grévy, elegido el mismo día por la Asamblea. Dufaure, que tenía 80 años, decidió entonces retirarse de la vida política.